# Jenő Brandi
Jenő Brandi   (Budapest, 13 de maig de 1913 - Budapest, 4 de desembre de 1980) va ser un waterpolista, entrenador i dirigent esportiu hongarès que va competir durant les dècades de 1930 i 1940.
El 1936 va prendre part en els Jocs Olímpics de Berlín, on va guanyar la medalla d'or en la competició de waterpolo. El 1948, als Jocs de Londres, va guanyar la medalla de plata en la mateixa competició.
En el seu palmarès també destaquen dos campionats d'Europa (1934 i 1938) i la lliga hongaresa de 1940, 1947 i 1949.